# Конрад I фон Берг
Конрад I фон Берг (на немски: Konrad I von Berg; † 25 май 1313) от Дом Лимбург-Арлон, е епископ на Мюнстер от 1306 до 1310 г.

## Биография
Той е син на граф Адолф IV фон Берг (1220 – 1259) и съпругата му Маргарета фон Хохщаден (1214 – 1314), сестра на Конрад фон Хохщаден, архиепископ на Кьолн от 1238 до 1261 г. Брат му Адолф V († 1296) последва баща му през 1259 г. като граф на Берг.
През 1274 г. Конрад става катедрален пробст в Кьолн и от 1306 до 1310 г. епископ на Мюнстер. През 1274 г. брат му Адолф иска да го постави като 57. архиепископ на Кьолн на мястото на умрелия Енгелберт II фон Фалкенбург, но успява другият кандидат Зигфрид фон Вестербург.
Конрад е погребан в катедралата Алтенберг. Последван е като епископ на Мюнстер от Лудвиг фон Хесен.